# Amango
Amango fue una serie de televisión de drama juvenil chilena producida y emitida por Canal 13 entre 2007 y 2009. Protagonizada por Augusto Schuster y Magdalena Müller, en los papeles principales, seguidos por Felipe Rojas, Denise Rosenthal, Samir Ubilla, Carolina Vargas, Daniel Grunewaldt, Kevin Vásquez y Gabriela Ernst.
La serie se estrenó el 16 de junio de 2007. En noviembre de 2007, Canal 13 anunció que la serie había sido renovada para una segunda temporada la cual constaría de 24 episodios. El 28 de marzo de 2008 se estrenó la segunda temporada de la serie. Además se anuncia la realización de una audición el 8 de septiembre de 2007 con el fin de incluir tres nuevos personajes principales y 10 extras a la segunda temporada.
La tercera y última temporada del ciclo es estrenada en marzo de 2009.
En diciembre de 2011, Amango realizó su estreno en Colombia por la emisora pública Señal Colombia.

## Historia
Amango fue una producción del área infantil de Canal 13, cuyo director fue Vasco Moulián. La serie fue escrita por Francisco Bobadilla, Luis Ponce y Pamela Soriano, producida por María Luz Rosasco y su director artístico fue Nicolás Allendes. Las grabaciones estuvieron a cargo de la productora audiovisual Cubo Negro, la dirección estuvo a cargo de Javier Kappes, los guiones fueron de Pamela Soriano, Lorena Penjean y Francisco Castillo.
La promoción de la serie se remonta a 2006 cuando el área infantil del canal ideó una serie para el público adolescente. La manera de darla a conocer fue diferente. Amango comenzó como una exhibición de vídeos en pantalla, con llamados a visitar una página web, mientras en paralelo se subían los videoclips a YouTube.
Su estreno fue el 16 de junio de 2007 a las 10:00 p.m., y el último episodio de la primera temporada se emitió el 1 de septiembre en el mismo horario. La segunda temporada y tercera temporada se grabaron entre el 17 de noviembre de 2007 y el 13 de abril de 2008, y sus estrenos fueron el 28 de marzo de 2008 y en marzo de 2009, respectivamente.
Desde el viernes 2 de mayo, la emisión de la segunda temporada pasa a las 11:00 p.m., y el viernes 20 de junio, su último episodio se transmitió a las 10:00 p.m.. A pesar de la inclusión de nuevos personajes a la serie, el grupo musical siguió conformado por los 9 protagonistas de la primera temporada: Augusto Schuster, Magdalena Müller, Felipe Rojas, Denise Rosenthal, Samir Ubilla, Carolina Vargas, Daniel Grunewaldt, Kevin Vásquez y Gabriela Ernst. Además del anuncio de la segunda temporada, también se difunde la realización de una audición el 8 de septiembre de 2007, con el fin de incluir tres nuevos personajes principales y 10 extras a la segunda temporada. Luego de la audición en la página web oficial de Amango se publica un artículo informando la realización de una segunda audición el día viernes 21 de septiembre.
Entre las dos temporadas, la estación emitió tres especiales que documentan el backstage de los ensayos de los jóvenes. El 9 de octubre, fueron publicados los 54 finalistas para participar de la segunda temporada.
Por el éxito de la serie juvenil, Canal 13 decide grabar un Especial de Navidad, el cual fue transmitido el 22 de diciembre a las 10:00 p.m. y retransmitido el 24 de diciembre a las 8:00 p.m. Además, se graba el vídeoclip de la canción Te regalo y El tamborilero.

### Comienzo de la internacionalización
En agosto de 2007, el productor Vasco Moulian viajó a México y se reunió con productores televisivos, para conversar la posible versión mexicana de Amango y Pulentos. En febrero de 2009, Canal 13 firma un contrato con Telefe International, quienes obtienen los derechos internacionales de varias series de Canal 13, incluida Amango. En diciembre de 2011 la serie es estrenada en Colombia por televisión abierta, a través de Señal Colombia.

### Festival de Viña del Mar 2008
El 17 de enero, se oficializó, a través de un comunicado de prensa de los organizadores, la participación del grupo en el 49.º Festival Internacional de la Canción de Viña del Mar. La comisión de este, que preside la alcaldesa señora Virginia Reginato, informó que tras la firma del correspondiente contrato con Canal 13, quedaba confirmada la participación del grupo Amango en la versión 2008 del festival, que se realizaría entre el 20 y el 25 de febrero de ese año.

### La crisis de Amango 2
El canal había anunciado públicamente que la segunda temporada de Amango constaría de 22 episodios, los cuales se grabaron en su totalidad. Luego del éxito del primer ciclo, el disco del grupo y el fenómeno de Viña 2008, Canal 13 quería aprovechar la serie.
Sin embargo, a fines de mayo, Canal 13 decidió adelantar el fin de la segunda temporada y cerrar esta parte con sólo 11 episodios transmitidos, dejando los restantes para ser emitidos más adelante, en un momento en el que «la pantalla del canal esté más caliente y haya un mejor escenario para la serie», como destacaron fuentes de la entonces estación católica, las mismas que dan a conocer que la cadena no está del todo conforme con los resultados de audiencia de la producción en su día de estreno, es decir, los viernes en horario central.
Había una alta expectativa por parte de la gerencia del canal para el regreso de la serie luego de 2007, por lo que los 10,8 puntos de audiencia promedio de este ciclo en su episodio de estreno semanal no dejaron satisfecho por completo a Canal 13, que incluso en mitad de esta temporada cambió el horario de la serie de 10 a 11 p. m. los viernes, bajando aún más su sintonía y quedando por debajo de su competencia Karkú (Nickelodeon/TVN), que comenzó su segunda temporada promediando 21,3 puntos y terminando su ciclo completo en los 18,9 puntos de audiencia.
No obstante, oficialmente es otra versión la que se da al término momentáneo de la serie y esto es lo que señala al respecto Juan Ignacio Viccente, productor ejecutivo del área infantil de Canal 13: «No se hace un receso. Cuando se creó la temporada, se pensó en hacer una temporada de esta cantidad de capítulos y después continuar la temporada en el verano del próximo año».
El productor de la serie agregó que «en realidad lo que se hizo fue grabar dos temporadas en conjunto, al igual que hacen los gringos, que después se dispersan por un período en la programació». Vicente destaca que eso se hizo por «una cosa de costos y porque los chicos no pueden estar grabando en el año por el tema del colegio».
Sin embargo, fuentes de la misma serie manifestaron que «siempre estuvo la idea de transmitir los 22 capítulos de una sola vez y estaba contemplado que Amango estuviera en pantalla hasta el mes de agosto. Y si el producto fuera tan exitoso televisivamente como se dice, sería absurdo sacarlo del air». Es así como fue recién a fines de mayo que la gente de programación del canal tomó la decisión de dejar el actual ciclo stand by y reponerlo en un mejor escenario.
En ese sentido, la idea es que el capítulo de estreno semanal de la producción vuelva a ser transmitido los días sábados a las 10:00 p.m., tal como en su primer ciclo, ya que se cree que ahí tendría mejores resultados que el viernes. En todo caso, al interior de Canal 13 había confianza en que Amango es un producto al que le pueden seguir sacando provecho y especialmente fuera de la TV, porque justamente su mayor éxito está en sus discos, sus conciertos y su página web.
El nuevo registro comenzará a fin de año, mientras que más allá de la escasa sintonía de los viernes, Viccente insiste en lo que importante es ver el índice de audiencia total que saca Amango en todas sus transmisiones del fin de semana. “Lo que tienes que hacer es sumar los ratings, porque son cuatro repeticiones durante el fin de semana y si suman esos puntos, tienes cuarenta y tantos puntos de rating, así que estamos súper bien”, sintetiza el mandamás de esta producción que para sorpresa de muchos seguidores deberán conformarse en los próximos meses con ver sólo sus repeticiones, ya que por algún tiempo no habrá nuevos capítulos de la serie por las pantallas de Canal 13.

### Tercera temporada
El 5 de enero de 2009 estaba fijo el inicio de la tercera temporada y hasta el momento sería la última temporada, pero finalmente fue postergado para el 25 de febrero.
Lo que se destacó es el matrimonio del papá de Eduardo (Felipe Rojas) y Sebastián Rothman (Daniel Grunelwaldt) y Lulú (Katty Kowaleczko) que es tía de Kika (Carolina Vargas), con lo que Eduardo, Seba y Kika deberán convivir en una misma casa. Debido a la nueva convivencia Eduardo y Kika, se enamoran lo que provocará los celos de Renato (Samir Ubilla).
A diferencia de las dos temporadas anteriores, Felipe (Augusto Schuster) y Maida (Magdalena Muller) no se involucraron en un triángulo amoroso; sin embargo, Maida vivirá una grave crisis familiar ya que sus padres tienen una fuerte discusión costando la separación, pero Felipe encuentra a su abuela muerta (su único lazo familiar en Santiago) un día que regresaba de clase, situación que puso en peligro su permanencia en la academia y cambió su vida.
Mientras tanto "Feña" (Denise Rosenthal) tuvo un sorpresivo cambio de look, ya que ahora usa lentes y se convierte en "nerd".
Mercedes Le Blond (Patricia Guzmán) debe volver a París, quedando como Director de la Academia Le Blanc, Fernando (Aldo Parodi) y llega una nueva profesora llamada Sonia (Andrea Freund).
Luego de fin de la serie, varios actores del elenco y también integrantes del grupo del mismo nombre formaron parte de la nueva serie de la estación católica, Corazón rebelde, la adaptación de la serie argentina Rebelde Way.

## Elenco

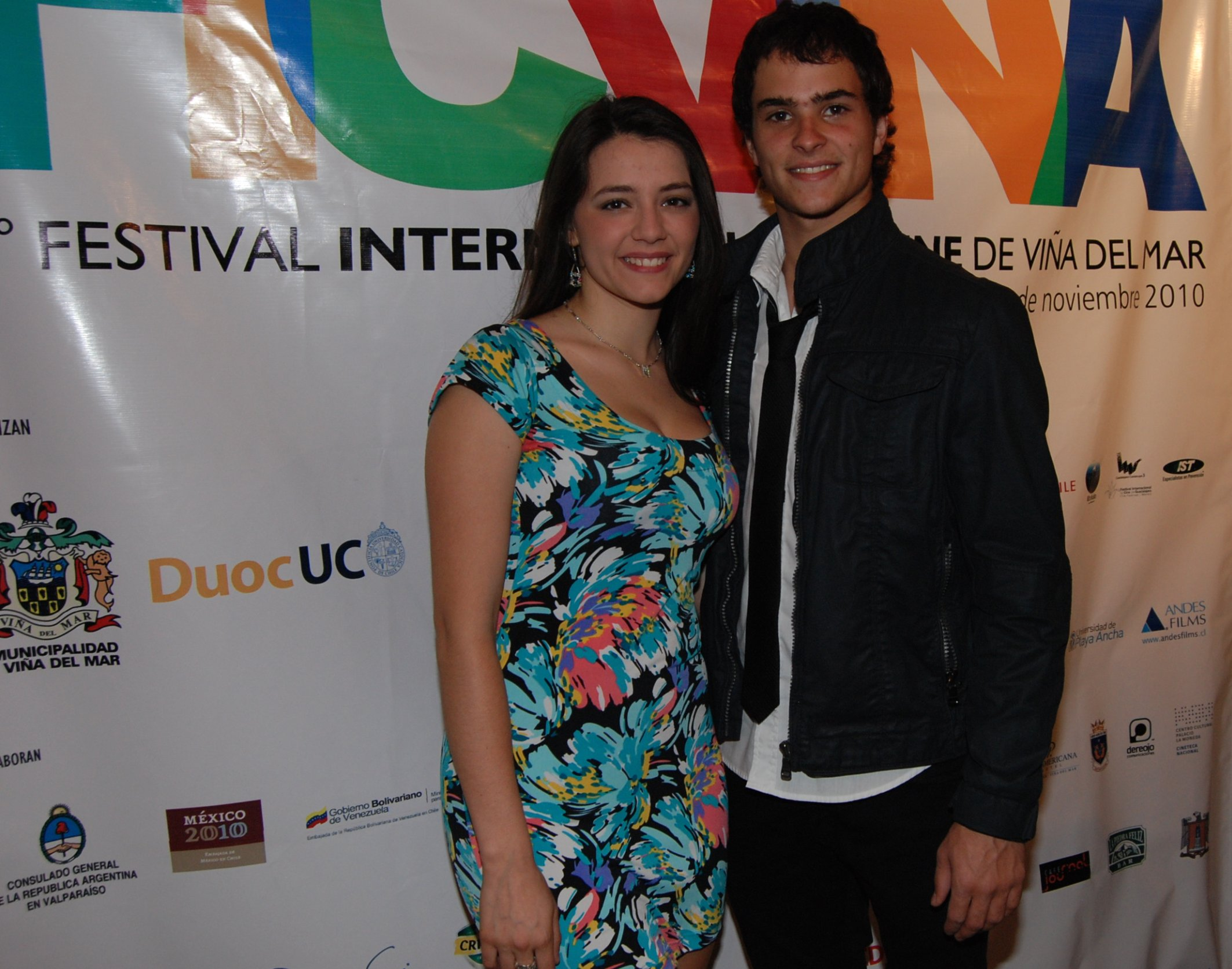
Magdalena Müller y Augusto Schuster, protagonistas de Amango.

- Augusto Schuster como Felipe García.
- Magdalena Müller como Magdalena "Maida" de la Fuente.
- Denise Rosenthal como María Fernanda "Feña" McGellar.
- Gabriela Ernst como Paloma Ramírez.
- Carolina Vargas como Francisca "Kika" Opazo.
- Daniel Grunewaldt como Sebastián Rothman.
- Felipe Rojas como Eduardo Rothman.
- Samir Ubilla como Renato Chamorro.
- Kevin Vásquez como Kevin Gálvez.
- Constanza Trebilcock como Carla Figueroa.
- Pablo Rodríguez como Miguel Márquez.
- Joaquín Rencoret como Rodrigo Márquez.
- Patricia Guzmán como Mercedes Le Blond (2° y 3° temporada).
- Romeo Singer como Benito, profesor de música.
- Aldo Parodi como Fernando, profesor y director de la academia Le Blanc.
- Andrea Freund como Sonia, nueva profesora de la academia Le Blanc (solo 3! temporada).
- Vasco Moulian como Pablo Calderón (sólo 2ª temporada).
- Eileen Aguilar como Yuri, auxiliar y vendedora del casino de la academia Le Blanc (2ª y 3ª temporada).
- Katty Kowaleczko como Lulú, tía de Francisca "Kika" Opazo (2ª y 3ª temporada).
- Otilio Castro como Julián, chofer de los Rothmann.

## Discografía

### Álbumes de estudio
| Título                            | Detalles del álbum                                                                           | Máxima posición | Certificaciones    |
| Título                            | Detalles del álbum                                                                           | CHI             | Certificaciones    |
| --------------------------------- | -------------------------------------------------------------------------------------------- | --------------- | ------------------ |
| Amango: El sueño se hizo realidad | - Lanzamiento: 27 de julio de 2007 - Sello: Feria Music - Formatos: CD, Descarga digital     | 1               | - 3x Oro - Platino |
| Amango villancicos                | - Lanzamiento: 23 de noviembre de 2007 - Sello: Feria Music - Formatos: CD, Descarga digital | 10              |                    |
| Esto no es un juego               | - Lanzamiento: 18 de abril de 2008 - Sello: Feria Music - Formatos: CD, Descarga digital     | 1               | - Oro              |

### Sencillos
| Año  | Título               | Máxima posición | Álbum                             |
| Año  | Título               | CHI             | Álbum                             |
| ---- | -------------------- | --------------- | --------------------------------- |
| 2007 | «Nuestro sueño»      | 64              | Amango: el sueño se hizo realidad |
| 2007 | «Nuevo día»          | 49              | Amango: el sueño se hizo realidad |
| 2007 | «Destino»            | 21              | Amango: el sueño se hizo realidad |
| 2007 | «Te regalo»          | 96              | Amango villancicos                |
| 2008 | «Digan lo que digan» | 9               | Amango: esto no es un juego       |
| 2008 | «Escúchame una vez»  | 50              | Amango: esto no es un juego       |

## DVD
- 2008: Amango karaoke
- 2008: Amango la gira

## Giras
- 2008: Amango Gira 2008
- 2008: Amango: soñando despierto

## Premios
La serie recibe los siguientes premios en los BKN Awards 2007:
- Grupo Juvenil + BKN (2007) - Amango
- Canción + BKN (2007) - Nuevo Día

En los premios de la revista TV Grama 2007:
- Mejor Serie Juvenil
- Mejor Grupo Juvenil

Festival Internacional de la Canción de Viña del Mar 2008:
- Antorcha de Plata

## El blog de la Feña
Amango contó con una serie derivada llamado El Blog de la Feña; su protagonista fue interpretada por Denise Rosenthal (al igual que en la serie), en este se ven las aventuras de la Feña fuera de la Academia Le Blanc, era una serie interactiva donde el público definía ¿Que debía hacer la Feña?. Fue tanto el éxito que Canal 13 dejó en el último capítulo, emitido el 12 de septiembre de 2008, la siguiente pregunta: «¿Quieres que siga el blog de la Feña?», a lo cual el público respondió afirmativamente y se grabó la segunda temporada integrándose a este elenco Juan Manuel Palacios, uno de los actores de la telenovela de CHV Ana y los 7.
La segunda temporada fue estrenada el 12 de enero de 2009 y su último capítulo fue transmitido el 26 de junio del mismo año. La segunda temporada tuvo más capítulos que la primera temporada, y dejando fuera a los personajes de Chago y Tomás.
Esta serie sacó 2 discos, los cuales son:
- El blog de la Feña destacando temas como:

1. No quiero escuchar tu voz, que logró éxito en radios chilenas y el N.º 1 en MTV Latinoamérica.
2. Espérame, también llegó a la lista de Los 10+ Pedidos.
3. La vida sin ti, canción que presentó en varios shows de televisión y radios del país.

- El blog de la Feña 2 destacando temas como:

1. Eres la luz que logró éxito en radios chilenas y el N.º 1 en MTV Latinoamérica.
2. Las horas (canción) logró permanecer por más de 60 días en MTV Latinoamérica y ganó MTV Voto Latino.

### Elenco
- Denise Rosenthal como Fernanda "Feña" McGellar
- Juan Esteban Rangel como Chago
- José Manuel Palacios como Clemente
- Arturo Domínguez como Tomás
- Carmen Zabala como Dani
- Claudia Canabes como Isa
- Xavier Sauvalle como Nacho
- Francisca Cárdenas como Blanca
- Bastián Bodenhofer como Roberto Mc Gellar
- Liliana García como Josefina de Mc Gellar
- Remigio Remedy como Mauricio
- Loreto Valenzuela como Profe Maturana